# Porphyrinia leucota
Porphyrinia leucota là một loài bướm đêm trong họ Noctuidae.